# Осинский уезд
Оси́нский уе́зд — административно-территориальная единица в составе Пермской губернии Российской империи и РСФСР, существовавшая в 1781—1923 годах. Уездный город — Оса.

## География
Осинский уезд располагался в юго-западной части Пермской губернии. Его площадь составляла 19 246 км2 (16 911 кв. в.). Северная и восточная части территории уезда, где берут начало многие притоки pек Камы и Сылвы, отличаются гористым местоположением. Наиболее значительные возвышенности здесь: Уинские, Шермятинские и Ашанские, а также горы: Острая, Титешная и Белая. Эти горы были богаты медной рудою, разрабатывавшейся местными горными заводами: Кнауфскими (Югокнауфский и Бизярский), состоявшими в казённом управлении, и Камбарским заводом Г. С. Кондюрина. Почва северной части уезда преимущественно глинистая, южной части — чернозёмная, местами супесчаная. Поверхность южной части уезда ровная, степная, весьма удобная для полевой культуры. Река Кама на всем своем течении принадлежала Осинскому уезду одним только левым берегом, отделяя его сначала от Оханского уезда, а в дальше — от Сарапульского уезда Вятской губернии. Притоков Камы в пределах уезда много, но все они ничтожны и ни судоходного, ни сплавного значения не имеют. На реке Каме было 4 пристани — Осинская, Ершовская, Еловская и Камбарская; главные грузы — металлы, лесные изделия, лён; весь оборот 4 пристаней достигал 1 миллиарда рублей. Озёр на территории уезда нет, болот мало. Лес составлял 3/5 общей площади уезда.

## История
Уезд образован 27 января 1781 года в составе Пермской области Пермского наместничества. С 12 декабря 1796 года в составе Пермской губернии.
3 ноября 1923 года уезд был ликвидирован, часть его территории вошла в состав Осинского района Сарапульского округа Уральской области.

## Население
На 1 января 1896 года численность населения составила 284 547 человек (143 500 мужчин и 141 047 женщин). Распределение по вероисповеданию: православных — 176 998, католиков — 26, протестантов — 5, старообрядцев — 46 617, мусульман — 50 528, иудеев — 10, язычников — 5 570, других вероисповеданий — 278. Распределение по сословиям: дворяне — 214, духовенство — 1 369, почётные граждане и купцы — 253, мещане — 829, военные — 19 458, крестьяне — 257 546, другие сословия — 363.
По данным переписи 1897 года в уезде проживало 321 774 чел. В том числе русские — 266020, башкиры — 34407, татары — 13690, удмурты — 5907, тептяри — 1614.
Храмы: 35 православных, 4 единоверческих, 3 старообрядческих церквей и 50 мусульманских мечетей. 62 школы, 1 почтово-телеграфное и 1 почтовое отделения, 3 больницы (40 кроватей, 4 врача, 16 фельдшеров).

## Административное деление
В 1913 году в состав уезда входило 45 волостей:
| - Александровская — с. Зипуново, - Альняшинская — с. Альняш, - Аннинская - - Аряжская - - Аспинская - - Ашапская — с. Ашапский завод, - Бардымская — д. Краснояр, - Бедряжская — с. Бедряж, - Бизярская — с. Бизярский завод, - Больше-Гондырская - - Больше-Усинская — с. Большая Уса, - Букор-Юрковская — с. Богородское (Букор Юрков, Фоки), - Бымовская — с. Бымовский завод, - Верх- Буевская - - Воскресенская - | - Дубровская — с. Дуброво (Троицкое, что на дуброве), - Еловская - - Елпачинская — с. Елпачиха, - Ермиевская - - Ершовская - - Камбарская — с. Камбарский завод, - Комаровская - - Крыловская - - Маркетовская — с. Маркеты, - Медянская - - Ново-Артауловская - - Опачевская - - Ордынская — с. Ордынское, - Ошьинская — с. Ошья, - Печменская — с. Печмень, | - Плишкаринская - - Покрово-Ясыльская - - Рождественская - - Рябковская - - Савинская — с. Савинское, - Сайгатская — с. Сайгатка, - Сарашевская — с. Сараши, - Степановская - - Судинская — с. Судинское, - Таушинская - - Уинская — с. Уинский завод, - Устиновская - - Шермеитская — с. Шермеитский завод, - Шляпниковская - - Югокнауфская — с. Югокнауфский завод. |

## Экономика
Принадлежа к числу плодороднейших во всей губернии, Осинский уезд не только производил хлеб в количестве, достаточном для местного потребления, но и снабжал им горные заводы всего района. В среднем ежегодно засевалось: рожью — 1 182,68 км2 (108 250 десятин), пшеницей — 112,53 км2 (10 300 дес.), овсом — 618,37 км2 (56 600 дес.), ячменем — 106,09 км2 (9 710 дес.), полбой — 19,12 км2 (1 750 дес.), гречихой — 166,18 км2 (15 210 дес.), просом — 0,45 км2 (41 дес.), горохом — 52,99 км2 (4850 дес.), картофелем — 8,19 км2 (750 дес.).
Средний годовой сбор: ржи 61 438,3 т (3 750 700 пд.), пшеницы 2 266,2 т (138 350 пд.), овса 33 416 т (2 040 000 пд.), ячменя 6 554 т (400 100 пд.), полбы 765 т (46 700 пд.), гречихи 6 465,7 т (394 720 пд.), проса 11,5 т (700 пд.), гороха 2 422,3 т (147 880 пд.), картофеля 3 286,7 т (200 650 пд.).
Также в больших объёмах возделывался лён; и семя, и волокно были весьма важными предметами сбыта; ежегодно посевом льна была занята площадь в 92,757 км2 (8 490 дес.); средний сбор семени составлял 3 448,1 т (210 500 пд.), волокна — 1 673,3 т (102 150 пд.). Коноплей засевали 25,675 км2 (2 350 дес.), собирали 1 968,9 т (120 200 пд.) семени и 1 118 (68 250 пд.) волокна.
В 1895 году в уезде (исключая город) насчитывалось лошадей 78 972, рогатого скота 91 150 голов, овец — 130 645, свиней — 29 283, коз — 4 370. Пчеловодство было очень развито, мёда собирали до 16,4 т (1 000 пд.).
Выделка деревянных изделий была самым распространённым из кустарных производств, благодаря обилию, разнообразию и дешевизне леса, преимущественно в южной части уезда. На 4 пристанях ежегодно грузилось в среднем на 250 000 рублей деревянных изделий. Жители занимались также горнозаводскими работами, судоходством и рыболовством на реке Каме.
Промышленные предприятия:
- 2 винокуренных завода (производство на 887 900 руб.),
- 20 мукомолен (173 500 руб.),
- 4 смолево-дегтярноскипидарных завода (17 400 р.);
- 5 кожевенных заводов (33 450 р.);
- 2 льнопрядильных фабрики (10 120 р.);
- 2 пеньковых фабрики (8 435 р.);
- 1 красильня (1 120 р.);
- 4 лесопильни (66 680 р.);
- 3 гончарных завода (6 120 р.);
- 4 кирпичных завода (7 375 р.);
- 9 рогожных заводов (8 970 р.);
- 1 фарфорово-фаянсовый завод (3 350 р.);
- 1 стеклянный завод (7 200 р.);
- 4 спичечных фабрики (16 700 р.);
- 1 экипажное заведение (3 210 р.);
- горные заводы — Югокнауфский, Бизярский и Камбарский.

Общая сумма оборота 7 главных ярмарок в уезде превышала 0,5 млн руб.

## Местное самоуправление
Доходы земства в 1895 году составили 192 468 рублей, расходы — 206 872 руб., в том числе:
- на земское управление — 15 868 руб.,
- на народное образование — 45 725 руб.,
- на врачебную часть — 51 300 руб.